# Mario Jacquet
Mario César Jacquet Martínez, (Asunción; 29 de julio de 1946) es un exfutbolista y entrenador paraguayo. Jugaba en la posición de mediocampista. 

## Trayectoria
Hizo su debut profesional en 1966 jugando por el Club Olimpia, a la edad de 19 años. Luego fue transferido al clásico rival paraguayo, Cerro Porteño. Tras sus buenas actuaciones, en 1971, emigró al futbol español, fichando por Burgos Club de Fútbol, luego pasó al Real Oviedo donde se convirtió en un referente de aquella época en el club. También paso por Real Valladolid y Elche Club de Fútbol.
Posterior a su retiro como jugador profesional, inició su carrera como entrenador dirigiendo a Nacional, después dirigió Cerro Porteño, club donde más se siente identificado. Después de dos años, dejó la banca porteña y pasó a dirigir a la Selección sub-20 de Paraguay, en el Sudamericano 1999, clasificándola al mundial de la categoría celebrada en Nigeria, torneo donde llegó hasta octavos de final con la Albirroja tras caer ante Uruguay.
Tras concluir este último torneo, dirigió al Alianza Atlético de Perú, en donde, en una actuación poco recordada, no logró concluir el Torneo Clausura.
En 2001 logró el título nacional con Cerro Porteño tras derrotar en la final a Guaraní, en el Estadio Defensores del Chaco. Al año siguiente, la dirigió en la Libertadores, el equipo cayó eliminado en fase de grupos tras ser superado por dos puntos ante São Caetano y Cobreloa, luego de lo cual, finalizó su vínculo como director técnico del ciclón.
En 2006 asumió la banca de Barcelona de Guayaquil.
A mediados de 2014 asume la dirección de Sol de América, donde estuvo hasta al Torneo Apertura 2015, con un saldo de 31 puntos, producto de ocho partidos ganados, siete derrotas e igual de cantidad de empates. 

## Clubes

### Como jugador
| Club            | País     | Año         |
| --------------- | -------- | ----------- |
| Olimpia         | Paraguay | 1966 - 1967 |
| Cerro Porteño   | Paraguay | 1968 - 1971 |
| Burgos C. F.    | España   | 1971 - 1972 |
| Real Oviedo     | España   | 1972 - 1977 |
| Real Valladolid | España   | 1977 - 1981 |
| Elche C. F.     | España   | 1981 - 1983 |

### Como entrenador
| Club                                   | País     | Año         |
| -------------------------------------- | -------- | ----------- |
| Nacional                               | Paraguay | 1996        |
| Cerro Porteño                          | Paraguay | 1997 - 1998 |
| Selección de fútbol sub-20 de Paraguay | Paraguay | 1999        |
| Alianza Atlético                       | Perú     | 1999        |
| Cerro Porteño                          | Paraguay | 2001 - 2002 |
| Sportivo Luqueño                       | Paraguay | 2003        |
| Guaraní                                | Paraguay | 2004        |
| 12 de Octubre                          | Paraguay | 2005        |
| Barcelona                              | Ecuador  | 2006 - 2007 |
| Macará                                 | Ecuador  | 2008 - 2009 |
| Sportivo Luqueño                       | Paraguay | 2010        |
| Liga de Portoviejo                     | Ecuador  | 2011        |
| Sportivo Carapeguá                     | Paraguay | 2012        |
| Elche Ilicitano                        | España   | 2013        |
| Deportivo Capiatá                      | Paraguay | 2013 - 2014 |
| Sol de América                         | Paraguay | 2014 - 2015 |
| Rubio Ñu                               | Paraguay | 2015        |
| Nacional                               | Paraguay | 2016        |
| Guaireña                               | Paraguay | 2020        |

## Palmarés

### Como jugador
| Título           | Club          | País     | Año     |
| ---------------- | ------------- | -------- | ------- |
| Primera División | Cerro Porteño | Paraguay | 1970    |
| Segunda División | Real Oviedo   | España   | 1974-75 |

### Como entrenador
| Título           | Club          | País     | Año  |
| ---------------- | ------------- | -------- | ---- |
| Primera División | Cerro Porteño | Paraguay | 2001 |